# Mike Zadick

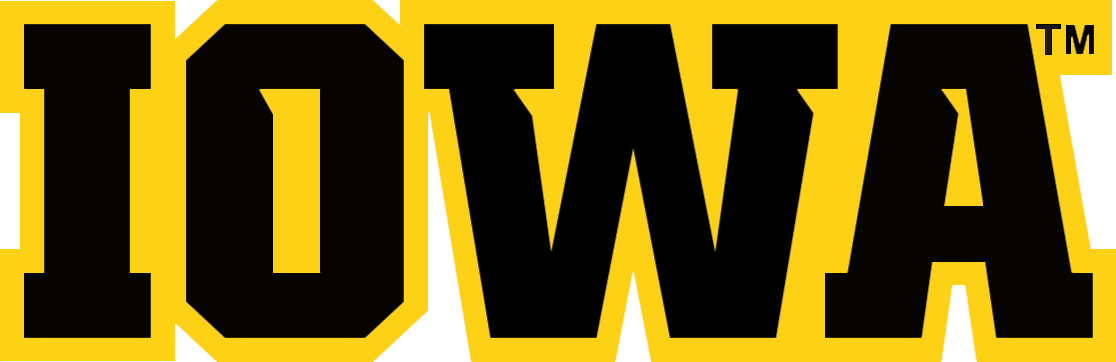
Zawodnik Iowa Hawkeyes

Michael Najeeb „Mike” Zadick (ur. 12 lipca 1976) – amerykański zapaśnik w stylu wolnym. Olimpijczyk z Pekinu 2008, gdzie zajął osiemnaste miejsce w wadze do 60 kg.
Srebrny medal na mistrzostwach świata w 2006 i na igrzyskach panamerykańskich w 2007. Brąz mistrzostw panamerykańskich w 2008. Trzeci w Pucharze Świata w 2007 i szósty w 2005 roku.
Brat Billa Zadicka.
Zawodnik Great Falls High School z Great Falls i University of Iowa. Trzy razy All-American (2000–2002) w NCAA Division I, trzeci w 2001; siódmy w 2000 i 2002 roku.